# Franziskanerkirche (Wien)

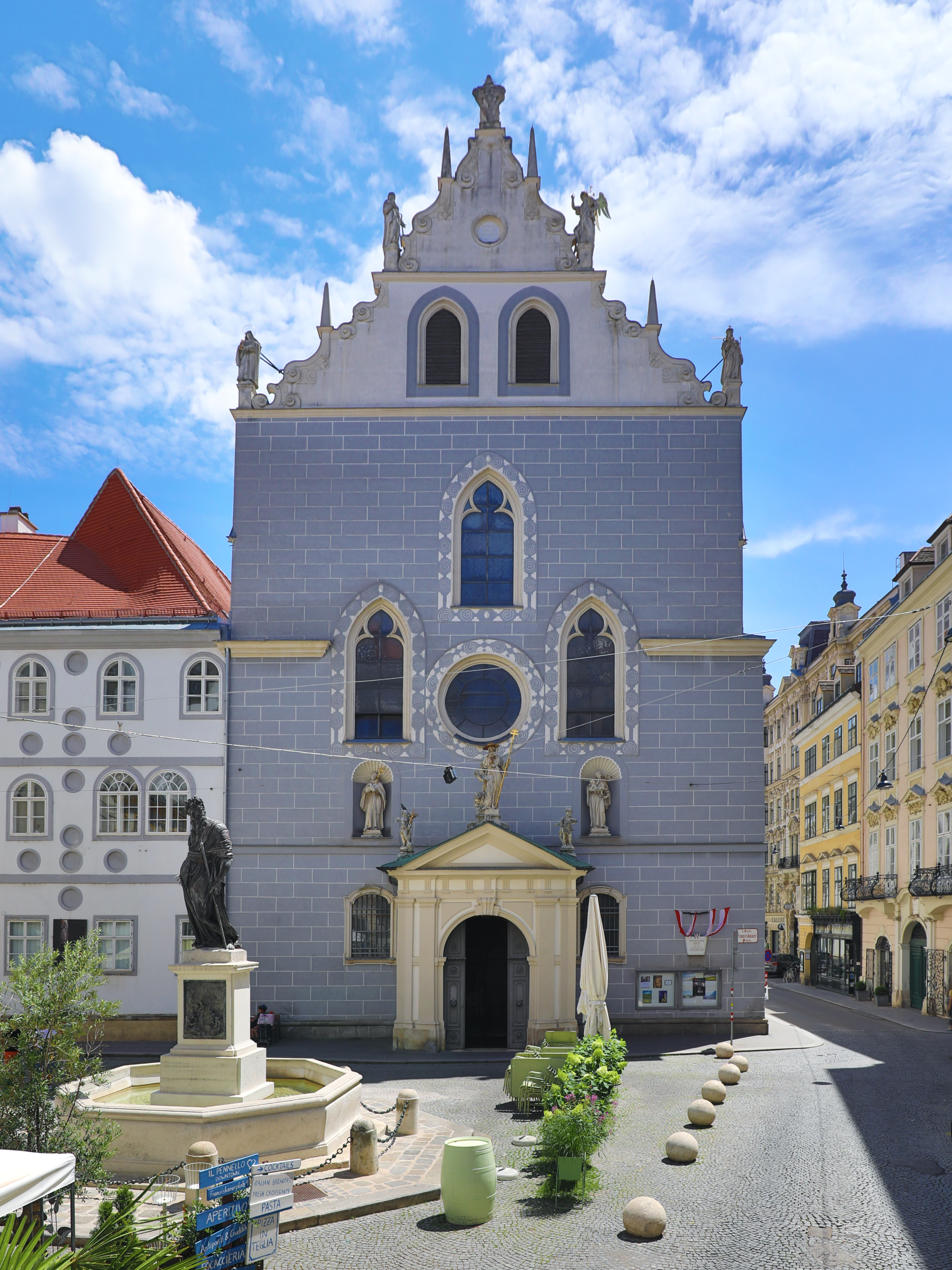
Kath. Klosterkirche hl. Hieronymus in der Wiener Innenstadt

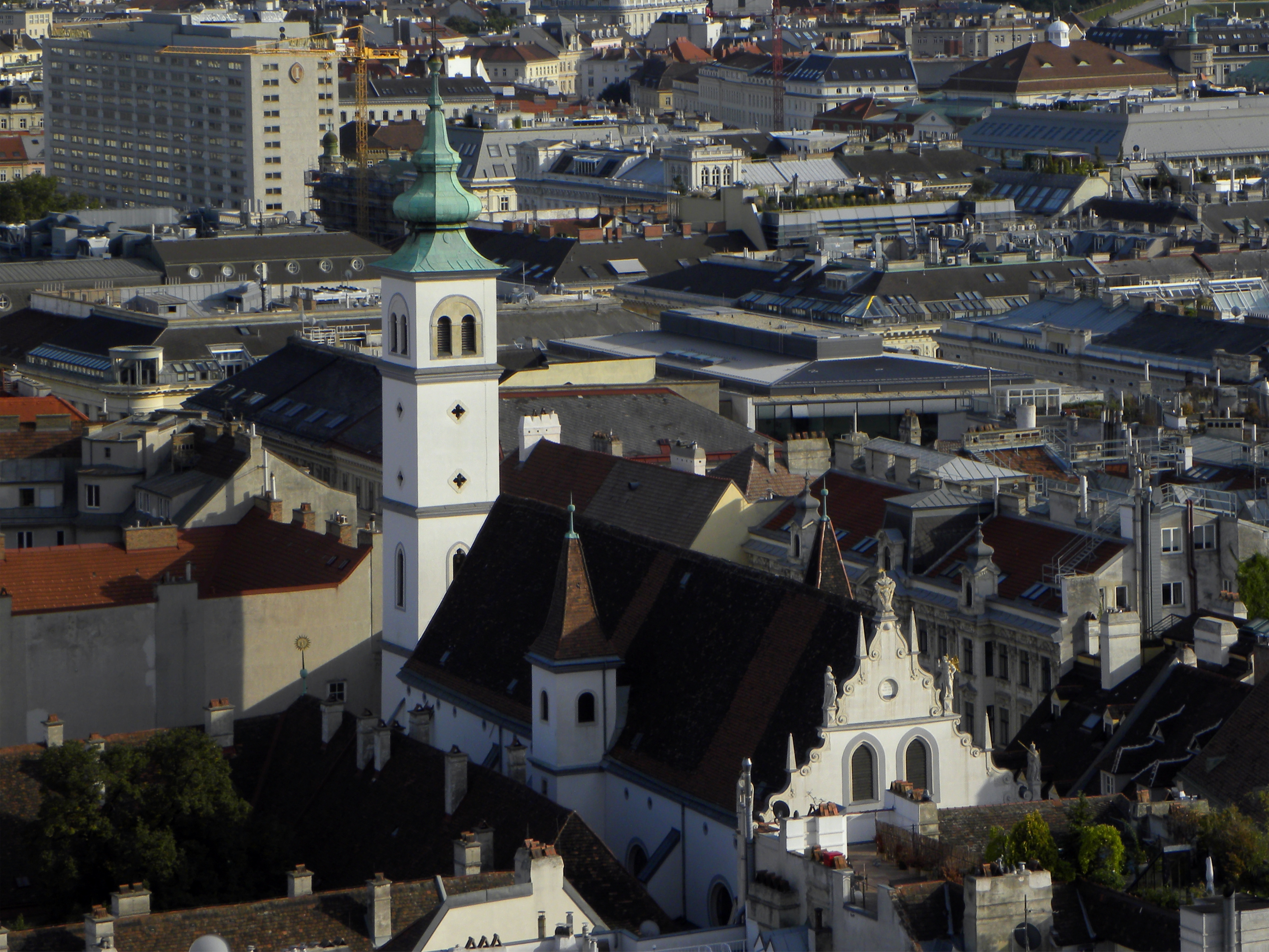
Fernansicht der Klosterkirche

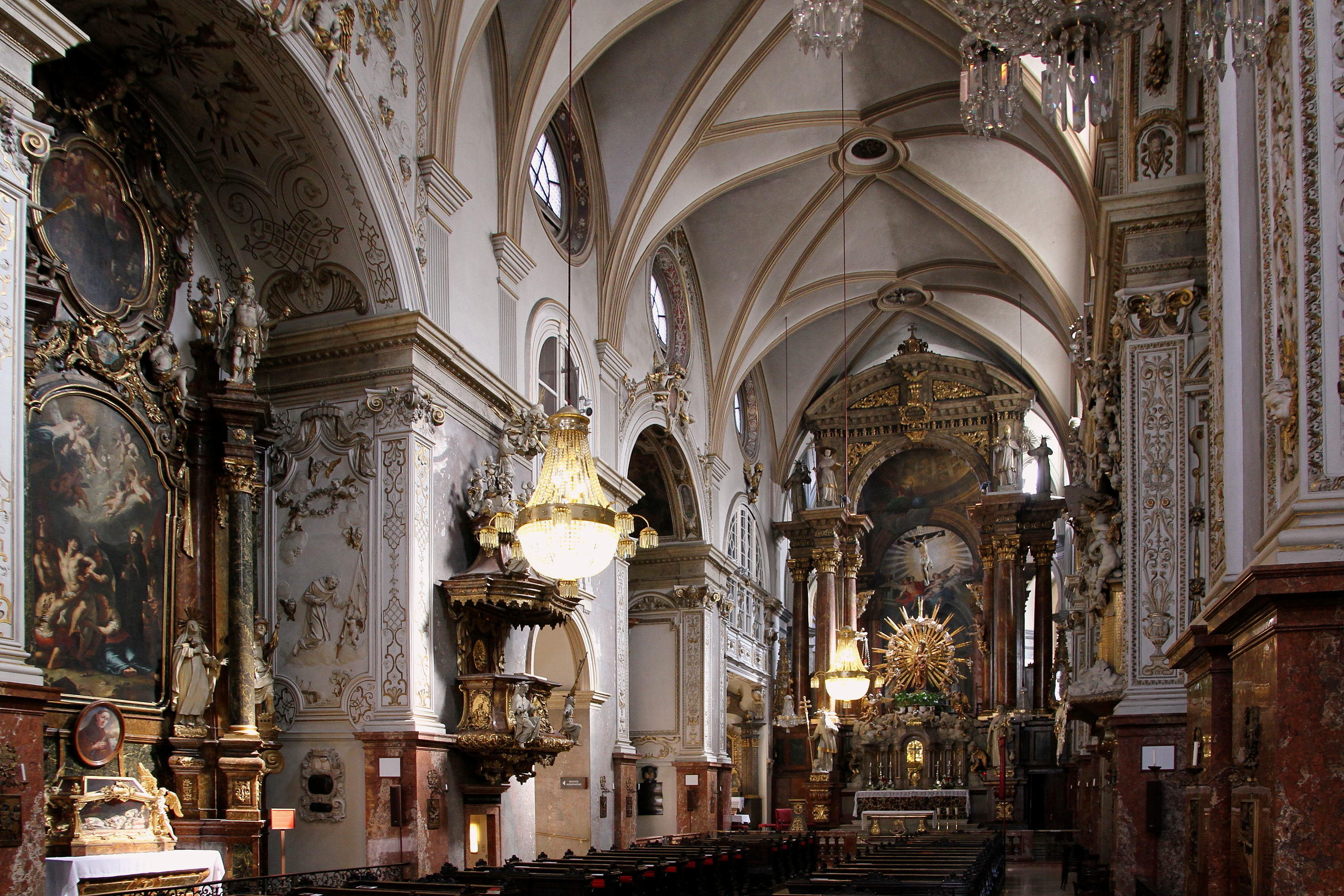
Innenansicht

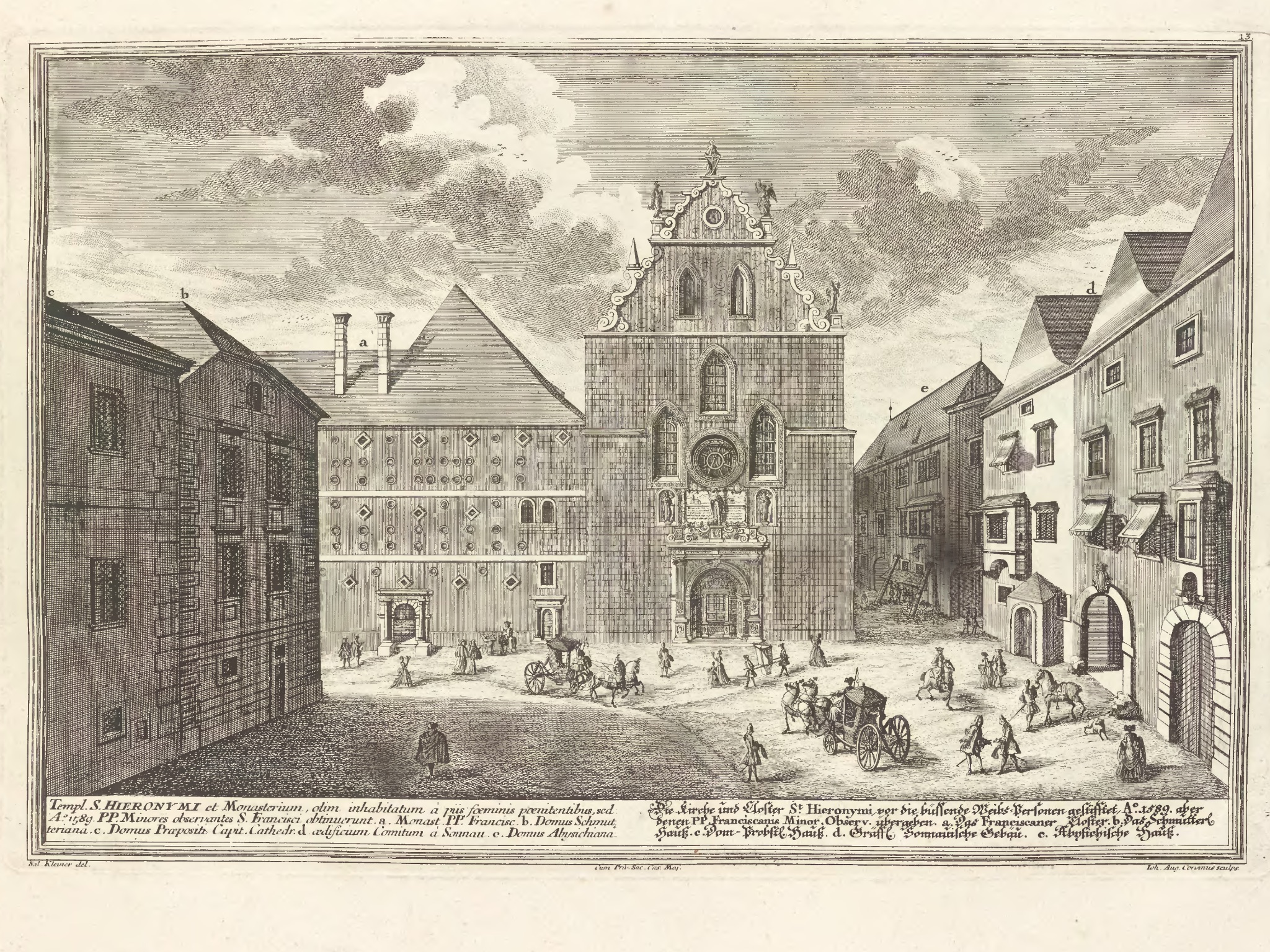
Franziskanerkirche und Kloster im Jahr 1724. Stich von Salomon Kleiner.

Die Klosterkirche St. Hieronymus (im allgemeinen Sprachgebrauch: Franziskanerkirche) ist eine römisch-katholische Klosterkirche im 1. Wiener Gemeindebezirk Innere Stadt am Franziskanerplatz. Sie ist dem heiligen Hieronymus gewidmet. Das Bauwerk steht unter Denkmalschutz. In der Kirche befindet sich die älteste funktionierende Orgel Wiens, die Wöckherl-Orgel.

## Geschichte
Der Franziskanerorden hatte ab 1451 mit St. Theobald ob der Laimgrube im Bezirk Mariahilf sein erstes Kloster in Wien, welches im Jahre 1529 zerstört wurde. Zwei weitere Klöster (bei St. Rupert bis 1545, St. Nikolaus in der Nikolai- und Grünangergasse) waren bald zu klein geworden.
1589 überließ die Stadtgemeinde Wien nach längeren Verhandlungen das von 1383 bis 1387 erbaute leerstehende Büßerinnenkloster den Franziskanern. Etwa vierzig Jahre zuvor hatte der Gegenreformator Petrus Canisius regelmäßig in der Kirche gepredigt. Als die Franziskaner das Gebäude – in dem ehemalige Dirnen als Büßerinnen lebten – übernahmen, kam es unter Einbeziehung alter Bauteile zum Neubau der Kirche. So kommt es, dass Wiens einziger Sakralbau im Renaissancestil noch vielfach durch gotische Elemente geziert ist. Die Kirche wurde 1607, das Kloster für 200 Brüder 1630 vollendet. Die Gestaltung des Innenraumes der Kirche wurde erst um 1720 abgeschlossen. Das Kloster gehört heute zur Franziskanerprovinz Austria.

## Ausstattung
Den Hochaltar schuf 1707 Andrea Pozzo. Der vordere Teil ist plastisch als Bildhauerarbeit gestaltet, die Säulen, Architektur, Kuppel und Wolken sind dagegen auf Leinwand gemalt.
Im Zuge der Chororgelrestaurierung wurden auch der Betchor und der Kulissenaltar, welche nach Plänen von Pater Bonaventura von 1603  bis 1607 errichtet worden waren, restauriert. Dabei wurden auch Grisaillemalereien freigelegt, die für Wien ein bis dato unbekanntes und einmaliges „Dokument frühbarocker Wandmalerei von hoher kunsthistorischer Bedeutung“ sind.
Innen ist besonders die Wöckherl-Orgel zu beachten, die hinter dem Hochaltar im Chor positioniert ist. Sie ist mit ihrem Entstehungsdatum 1642 die älteste noch bespielbare Orgel Wiens; ihre Schwesterorgel steht in der Dom- und Pfarrkirche St. Georg in Ödenburg und ist die älteste funktionierende Kirchenorgel Mitteleuropas aus dem Jahre 1633.

## Gnadenstatue
Von der Gnadenstatue aus dem 15. Jahrhundert sind Wunderrettungslegenden bekannt. Sie soll aus Grünberg bei Böhmen kommen. Dort soll von Protestanten versucht worden sein, die Statue zu zerstören. Beim Versuch, sie zu verbrennen, widerstand sie dem Feuer. Nachdem man vergeblich versucht hatte, sie mit einer Axt zu zerstören, beließ man das Beil in Marias linker Schulter, und die Statue wird seitdem als „Madonna mit dem Beil“ verehrt.